# Арджанаванд
Арджанаванд (перс. ارجناوند) — село в Ірані, у дегестані Джаверсіян, у бахші Каре-Чай, шагрестані Хондаб остану Марказі. За даними перепису 2006 року, його населення становило 359 осіб, що проживали у складі 84 сімей.

## Клімат
Середня річна температура становить 9,95 °C, середня максимальна – 28,28 °C, а середня мінімальна – -11,30 °C. Середня річна кількість опадів – 271 мм.
| Клімат поселення                              | Клімат поселення | Клімат поселення | Клімат поселення | Клімат поселення | Клімат поселення | Клімат поселення | Клімат поселення | Клімат поселення | Клімат поселення | Клімат поселення | Клімат поселення | Клімат поселення | Клімат поселення |
| Показник                                      | Січ.             | Лют.             | Бер.             | Квіт.            | Трав.            | Черв.            | Лип.             | Серп.            | Вер.             | Жовт.            | Лист.            | Груд.            |                  |
| Середній максимум, °C                         | 4,47             | 5,92             | 9,52             | 16,47            | 21,77            | 26,86            | 28,28            | 28,18            | 23,43            | 17,28            | 10,75            | 5,27             |                  |
| Середня температура, °C                       | −3,42            | −1,96            | 1,64             | 8,59             | 13,88            | 18,96            | 23,04            | 22,95            | 18,18            | 12,05            | 5,52             | 0,02             |                  |
| Середній мінімум, °C                          | −11,3            | −9,86            | −6,25            | 0,70             | 6,00             | 11,09            | 17,80            | 17,70            | 12,93            | 6,78             | 0,27             | −5,23            |                  |
| Норма опадів, мм                              | 39               | 36               | 49               | 38               | 36               | 7                | 1                | 1                | 0                | 7                | 23               | 34               |                  |
| Середньомісячна швидкість вітру, м/с          | 1.83             | 2.22             | 2.84             | 2.86             | 2.48             | 2.20             | 2.14             | 2.06             | 2.02             | 1.96             | 1.68             | 1.57             |                  |
| Середньомісячна сонячна радіація, кДж/м²·день | 9041             | 11962            | 14813            | 18239            | 22231            | 27010            | 26072            | 24126            | 21177            | 15622            | 10947            | 8912             |                  |
| --------------------------------------------- | ---------------- | ---------------- | ---------------- | ---------------- | ---------------- | ---------------- | ---------------- | ---------------- | ---------------- | ---------------- | ---------------- | ---------------- | ---------------- |
| Джерело:                                      |                  |                  |                  |                  |                  |                  |                  |                  |                  |                  |                  |                  |                  |